# Madhuca
Madhuca es un género con 152 especies de plantas  perteneciente a la familia de las sapotáceas. 

## Especies seleccionadas
- Madhuca aristulata, (King & Gamble) H.J.Lam
- Madhuca betis, (Blanco) J.F.Macbr.
- Madhuca boerlageana, (Burck) Baehni
- Madhuca bourdillonii, (Gamble) H.J.Lam
- Madhuca calcicola, P.Royen
- Madhuca cuprea, (King & Gamble) H.J.Lam
- Madhuca diplostemon, (C.B.Clarke) P.Royen
- Madhuca fulva, (Thwaites) J.F.Macbr.
- Madhuca hainanensis, Chun & F.C.How
- Madhuca insignis, (Radlk.) H.J.Lam
- Madhuca longifolia (J. Konig) J. F. Macbr.
- Madhuca longistyla, (King & Gamble) H.J.Lam
- Madhuca microphylla, (Hook.) Alston
- Madhuca moonii, (Thwaites) H.J.Lam
- Madhuca neriifolia, (Moon) H.J.Lam
- Madhuca oblongifolia, (Merr.) Merr.
- Madhuca obovatifolia, (Merr.) Merr.
- Madhuca obtusifolia, (King & Gamble) P.Royen
- Madhuca pasquieri, (Dubard) H.J.Lam
- Madhuca penangiana, (King & Gamble) H.J.Lam
- Madhuca penicillata, (King & Gamble) H.J.Lam
- Madhuca ridleyi, H.J.Lam
- Madhuca rufa, (King & Gamble) P.Royen
- Madhuca sessiliflora, P.Royen
- Madhuca tomentosa, H.J.Lam
- Madhuca tubulosa, H.J.Lam

## Sinónimos
- Azaola, Cacosmanthus, Dasillipe, Dasyaulus, Ganua, Illipe, Kakosmanthus, Vidoricum